# 育児相談
育児相談（いくじそうだん、consultation of child-care）は、親や養育者に対して子育てに関する相談や助言を行う業務のこと。

## 概要
本来は児童相談所の業務として行われる相談業務のひとつであるが、かかりつけの小児科医院での受診時には小児科医が、あるいは公立保育園でも自治体によってはこうした相談の一端を担うこともある。保育園で育児相談を受けるようになったのは、国内では1984年からである。都市部の指定保育所で、「乳幼児健全育成相談事業」として行われた。1993年には、「新エンゼルプラン」などに基づいて「地域子育て支援センター」が設置されて、地域全体で子育てを支援する事業が行われるようになった。内容は、親子教室、子育てサークルの支援、情報の提供など。公立保育園の中には、幼児を抱えた母親からよく質問されるものについてのQ&Aのパンフレットを用意して、希望者に配布するケースもある。こうした保育園では、電話での育児相談の対応をすることもある。これに類したもので、子育て支援センター、保健センターといった公的機関で対応する自治体もある。自治体により名称はことなるが、前者が遊び、しつけ、ことばや情緒など教育面で、後者が離乳食、疾患、乳歯、成長発達など保健、健康面での相談窓口となっている。

## 児童相談所の育児相談
児童相談所での育児相談は、18歳以下の子どもの育児に関して、児童の性格や行動、しつけ、適性、不登校などに関するものが中心となっている。児童相談所には、保健師、臨床心理士もスタッフとしており、児童の生育歴、性格や発達、親子関係や地域の子ども仲間とのかかわり、環境などを調査、診断した上で、助言や指導を行う。また、ソーシャルワーク、カウンセリング、心理療法などの技法を用いた援助、支援も行っている。
相談の内容に応じて、育成相談（性格や行動）、養護相談（親の病気、死亡、虐待）、障害相談（未熟児、障害児など）、非行相談（少年非行について）という呼称を児童相談所の側では用いている。これらの相談分野名は、児童相談所運営指針上（平成17年2月14日）の呼称で、一般には総称して育児相談ということが多い。児童福祉法（昭和22年）では、児童家庭相談という呼称が使用されている。